# Cantó d'Asnières-sur-Seine-Sud
El cantó d'Asnières-sur-Seine-Sud és un antic cantó francès del departament dels Alts del Sena, que estava situat al districte de Nanterre. Comptava amb part del municipi d'Asnières-sur-Seine.
Al 2015 va desaparèixer i el seu territori es va repartir entre el cantó d'Asnières-sur-Seine i el cantó de Courbevoie-1.

## Municipis
- Asnières-sur-Seine (part)

## Història
| Data d'elecció                           | Identitat           | Partit                     | Qualitat |
| ---------------------------------------- | ------------------- | -------------------------- | -------- |
| 1967-1972                                | Robert Lavergne     | UDR                        |          |
| 1972-1988                                | Michelle Verge      | UDR, després RPR           |          |
| 1988-1994                                | Anne-Marie Johnsson | RPR                        |          |
| 1994-2002                                | Manuel Aeschlimann  | Divers droite, després RPR |          |
| 2002-                                    | Cyrille Déchenoix   | UMP                        |          |
| les dades anteriors no són pas conegudes |                     |                            |          |
|                                          |                     |                            |          |

## Demografia
| A partir de 1990: Població sense dobles comptes |